# 거세마

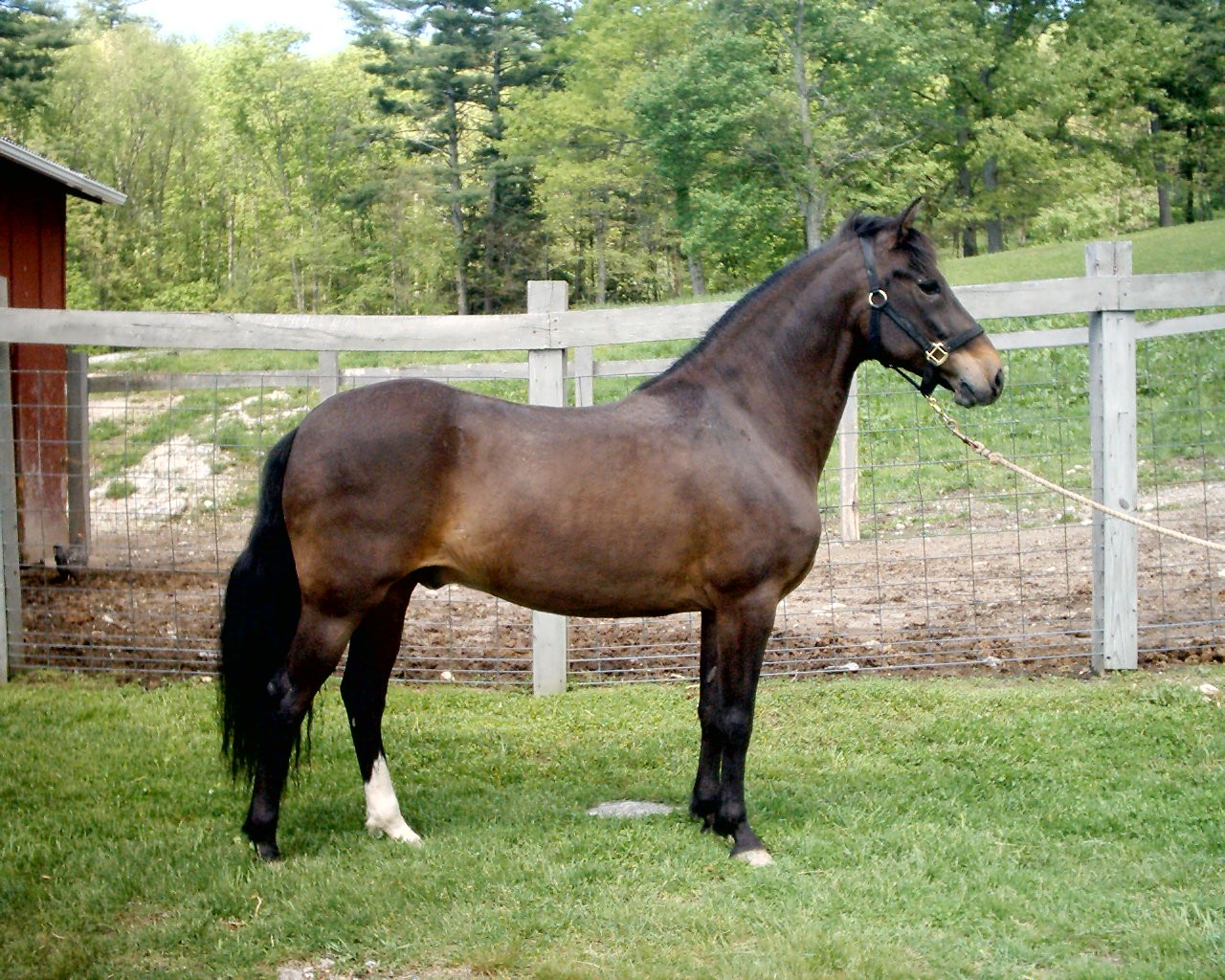
3년 된 거세마

거세마(去勢馬, Gelding)는 생식기를 제거한 수말을 말한다. 사양, 관리, 순치에 편리하도록 거세해서 유순하게 만든다. 기질이 거칠어서 경주에 집중하지 못하거나 사람에 대해 반항적인 말등을 유순하게 만들 목적과 선천적으로 작은 말과 성장속도가 늦은 말의 체질전환을 꾀할 목적, 이렇게 두 가지로 볼 수 있다. 거세마는 부담중량을 1㎏ 감하고 있다. 나라에 따라 거세마는 3세 경주인 3관마 경주에는 출주할 수 없다. 물론 대상이 되는 것은 수말이지만, 마장마술과 승마에 사용되는 말은 대부분 거세되고 있다.

## 거세 대상
- 성격이 포악해 다른 말을 괴롭히거나 사람에게도 반항해 조련이 힘들고 까다로운 수말
- 성질이 사납지 않더라도 근육의 유연성이 없고 목이 두꺼워 움직임이 뻣뻣해 잘 달리지 못하는 수말
- 아비가 불분명하게 태어난 수말
- 말의 체형이나 외모로 보아 경주능력이 크게 기대되지 않는 수말

## 거세 시기
대체로 태어난 지 3개월부터 2세 전후. 너무 일찍 거세하면 복강에서 아직 내려오지 않은 잠복고환 같은 것을 제거하기 힘들고, 거세한다 하더라도 고환세포가 일부 남아 있다가 다시 자라 결국 거세에 실패하는 경우도 있다.

## 같이 보기
- 경마